# Експериментальна математика
Експериментальна математика — галузь математики, що відрізняється використанням різних прийомів, зокрема прийомів підстановки, переміщення, доведень від супротивного, зокрема з використанням електронно-обчислювальних засобів для перевірки, підтвердження старих і одержання нових фактів (теорем). Всі результати, отримані в експериментальній математиці, є строго доведеними твердженнями математики. Строго кажучи, будь-які доведення, розрахунки, обчислення тощо є експериментами з метою отримання нових законів (теорем). Однак в експериментальній математиці для проведення експериментів використовується сучасна обчислювальна техніка, що дозволяє здійснювати експерименти, недоступні за ручних обчислень. Основним методом експериментальної математики є доказові обчислення, в ході яких результати обчислень використовуються для строгого доведення математичних фактів.
Пол Річард Халмош писав: «Математика не є дедуктивною наукою — це кліше. Якщо ви намагаєтеся довести теорему, вам недостатньо перерахувати засновки, а потім почати міркування. Ви робите проби і помилки, експериментуєте і вгадуєте. Вам потрібно виявити, що це за факт, і те, що ви робите, схоже на роботу експериментатора в лабораторії.»

## Історія
Математики завжди практикували експериментальну математику. Існують записи ранніх математиків, таких як вавилонські, що зазвичай складаються зі списку числових прикладів, які ілюструють алгебричну тотожність. Однак сучасні математики, починаючи з XVII століття, розвинули традицію друку результатів у кінцевому, формальному поданні. Числові приклади, які могли привести математика до формулювання теореми, не публікувалися, і, як правило, забуті.
Експериментальна математика, як окрема галузь вивчення, відродилася в XX столітті, коли винайдення електронних комп'ютерів значно розширило обсяги здійсненних обчислень зі швидкістю й точністю, яка була недоступна попереднім поколінням математиків. Суттєвою віхою і досягненням експериментальної математики було відкриття 1995 року формули Бейлі — Борвейна — Плуффа для двійкових цифр числа π. Формулу відкрито не формальним шляхом, а після пошуків за допомогою комп'ютера. Тільки після цього знайдено строге доведення.

## Цілі і використання
Метою експериментальної математики є «отримати розуміння і проникнення в сутність понять, підтвердити або спростувати гіпотези, зробити математику помітнішою, яскравішою і цікавішою як для професійних математиків, так і для аматорів».
Використання експериментальної математики:
1. Отримання розуміння та інтуїції.
2. Відкриття нових моделей і зв'язків.
3. Використання графічного відображення для розуміння принципів, що лежать в основі.
4. Перевірка і спростування гіпотез.
5. Дослідження можливих результатів для з'ясування, чи є вони вартісними формальними доведеннями.
6. Відшукання підходів для формального доведення.
7. Заміна довгих ручних виведень виведеннями за допомогою комп'ютера.
8. Підтвердження результатів, отриманих аналітично.

## Апарат і техніки
Експериментальна математика використовує чисельні методи для обчислення наближених значень інтегралів і сум нескінченних рядів. Для обчислень часто використовується арифметика довільної точності — зазвичай 100 значущих цифр і більше. Потім для пошуку зв'язків між цими значеннями і математичними константами використовується алгоритм цілочисельних відношень. Робота з високою точністю зменшує можливість прийняття математичного збігу за справжній зв'язок. Потім шукається формальне доведення передбачуваного зв'язку — часто простіше знайти доведення, якщо гіпотетичний зв'язок відомий.
Якщо шукається контрприклад або потрібно провести доведення, що потребує перебору великого обсягу, можна скористатись розподіленням обчислень між багатьма комп'ютерами.
Часто використовуються загальні системи комп'ютерної алгебри, такі як Mathematica, хоча пишуться і специфічні для конкретної галузі програми, щоб атакувати проблеми, для вирішення яких потрібна висока ефективність. Програмне забезпечення експериментальної математики зазвичай включає механізми виявлення та виправлення помилок, перевірки цілісності і надлишкові обчислення для мінімізації можливості одержання помилкового результату за програмних помилок або збоїв процесора.

## Застосування і приклади
- Пошук контрприкладу
  - Роджер Фрай використовував техніку експериментальної математики для пошуку найменшого контрприкладу до гіпотези Ейлера.
  - Проєкт ZetaGrid[en] ініційовано для пошуку контрприкладу до гіпотези Рімана.
  - Цей проєкт мав на меті пошук контрприкладу до гіпотези Коллатца (контрприкладу не знайдено).
- Пошук нових прикладів чисел або об'єктів з певними властивостями
  - Great Internet Mersenne Prime Search — широкомасштабний проєкт з пошуку простих чисел Мерсенна.
  - Проєкт OGR спільноти distributed.net — пошук оптимальних лінійок Голомба.
  - Проєкт Riesel Sieve — пошук найменшого числа Різеля.
  - Проєкт Seventeen or Bust («Сімнадцять чи провал») — пошук найменшого числа Серпінського.
- Пошук випадкових числових схем
  - Едвард Лоренц знайшов атрактор Лоренца, ранній приклад хаотичної динамічної системи, досліджуючи аномальні поведінки у числовій моделі погоди.
  - Спіраль Уляма знайдено випадково.
  - Відкриття Мітчеллом Фейгенбаумом сталих Фейгенбаума ґрунтувалися на початковому числовому спостереженні з подальшою ретельною перевіркою.
- Використання комп'ютерних програм для перевірки великого, але кінцевого числа випадків для завершення за допомогою комп'ютера доведення повним перебором варіантів[en]
  - Доведення Томасом Каллістером Гейлзом[en] гіпотези Кеплера.
  - Різні доведення проблеми чотирьох фарб.
  - Доведення Клементом Ламом[en], що не існує скінченної проєктивної площини порядку 10[5].
- Символьна перевірка (за допомогою комп'ютерної алгебри) гіпотез для заохочення пошуку аналітичного доведення
  - Розв'язання особливого випадку квантової задачі трьох тіл, відомої як задача про молекулярний іон водню — знайдено базові розв'язки на основі квантової хімії, ще до розуміння, що всі вони приводять до одного і того самого аналітичного розв'язку в термінах узагальнення W-функції Ламберта. Пов'язана з цією роботою ізоляція невідомого раніше зв'язку між теорією гравітації і квантовою механікою в малих розмірностях (див. статтю «Квантова гравітація»).
  - У галузі релятивістської механіки декількох тіл, а саме, симетричної за часом теорії поглинання Вілера — Фейнмана — еквівалентність між випереджальним потенціалом Ліенара — Віхерта частинки j, що діє на частинку i, і відповідним потенціалом частинки i, що діє на частинку j, продемонстровано аж до порядку {\displaystyle 1/c^{10}}, перш ніж факт довели математично. Інтерес до теорії Вілера — Фейнмана відновився внаслідок квантової нелокальності[en].
  - В галузі лінійної оптики — перевірка розкладання в ряд обвідної[en] електричного поля для ультракоротких світлових імпульсів у неізотропних середовищах. Попереднє розкладання в ряд було неповним — результат залежав від додаткового члена, правомірність якого підтверджено експериментально.
- Обчислення сум нескінченних рядів, нескінченних добутків та інтегралів (див. також «Символьне інтегрування»), як правило, шляхом розрахунків з високою точністю, а потім використання алгоритму цілочисельних відношень (такого як «Inverse Symbolic Calculator[en]» (Зворотний символьний калькулятор) для пошуку лінійної комбінації математичних констант, яка дає це значення. Наприклад, цю рівність спочатку передбачив Енріко Ау-Ян, студент Джонатана Борвейна з використанням комп'ютера та алгоритму PSLQ у 1993: [6].

{\displaystyle {\begin{aligned}\sum _{k=1}^{\infty }{\frac {1}{k^{2}}}\left(1+{\frac {1}{2}}+{\frac {1}{3}}+\cdots +{\frac {1}{k}}\right)^{2}={\frac {17\pi ^{4}}{360}}.\end{aligned}}}
- Візуальні дослідження
  - У книзі Девіда Мамфорда зі співавторами «Indra's Pearls»[en] досліджуються різні властивості перетворення Мебіуса і групи Шоткі[en] за допомогою генерування комп'ютерних візуальних образів груп, наведено переконливі свідчення для багатьох гіпотез і пропозиції продовжити дослідження[7].

## Правдоподібні, але неправильні приклади
Деякі правдоподібні зв'язки виконуються з високим ступенем точності, але залишаються неправильними. Один з прикладів:
{\displaystyle \int _{0}^{\infty }\cos(2x)\prod _{n=1}^{\infty }\cos \left({\frac {x}{n}}\right)\mathrm {d} x\approx {\frac {\pi }{8}}.}
Ліва й права частини цього виразу відрізняються лише 42-м знаком.
Інший приклад — найбільша висота (найбільше абсолютне значення коефіцієнтів) усіх множників xn − 1 виявляється тією ж самою, що й висота колового многочлена n-го степеня. Комп'ютерні обчислення показали, що це виконується для n < 10000 і очікували, що це правильно для всіх n. Однак повніший пошук показав, що рівність порушується для n = 14235, коли висота колового многочлена n-го степеня дорівнює 2, а найбільша висота множників xn − 1 дорівнює 3.

## Дослідники
Істотний внесок у галузі експериментальної математики зробили такі математики і інформатики:
- Фабріс Беллар
- Девід Г. Бейлі[en]
- Джонатан Борвейн
- Дэвид Епштейн[en]
- Гілемен Фергюсон[en]
- Рональд Грем
- Томас Каллістер Гейлз[en]
- Дональд Кнут
- Клемент Лам[en]
- Орен Паташник
- Симон Плуфф[en]
- Ерік Вольфганг Вайсстайн
- Дорон Цейльбергер
- А.Дж. Ган Вінк[en]